# Хакшабанович, Сеад
Сеа́д Хакшаба́нович (швед. Sead Hakšabanović; род. 4 мая 1999, Хюльтебрук, Халланд) — черногорский футболист, полузащитник клуба «Мальме».

## Клубная карьера

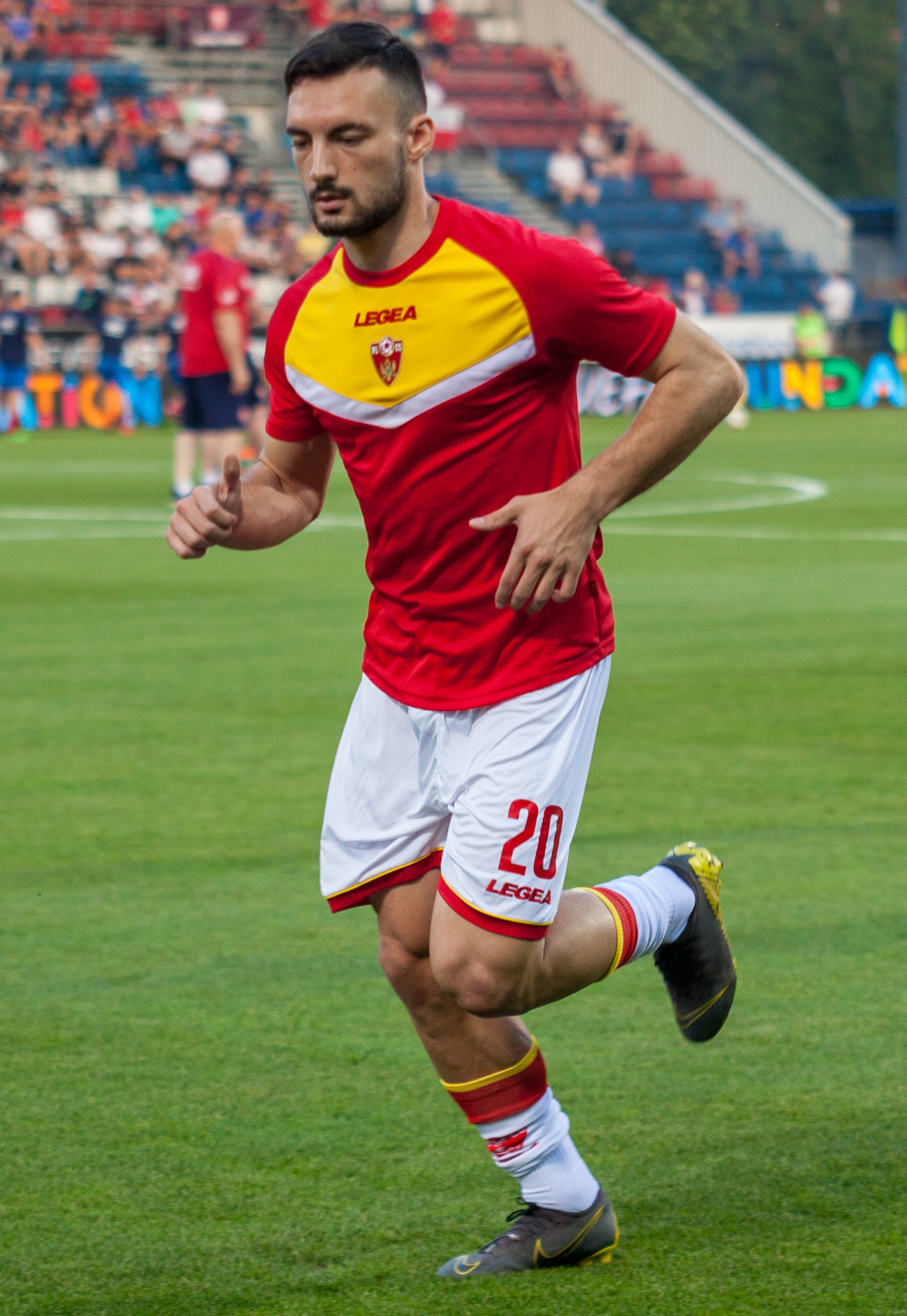
Хакшабанович в составе сборной Черногории

Воспитанник клуба «Хальмстад». 9 апреля 2015 года в матче против «Норрчёпинга» дебютировал в Аллсвенскан лиге в возрасте 15 лет. По итогам сезона клуб вылетел в Суперэттан, но Сеад остался в команде. 4 апреля 2016 года в поединке против «Сириуса» Хакшабанович забил свой первый гол за «Хальмстад». По итогам сезона он забил 8 голов и помог команде вернуться в элиту. В межсезонье интерес к Сеаду проявляли английские «Манчестер Сити», «Манчестер Юнайтед», «Ливерпуль», «Челси» и «Астон Вилла».
Летом 2017 года Хакшабанович перешёл в «Вест Хэм Юнайтед», подписав контракт на пять лет. Сумма трансфера составила 3 млн евро. 19 сентября в поединке Кубка английской лиги против «Болтон Уондерерс» Сеаду дебютировал за основной состав.
Летом 2018 года для получения игровой практики Хакшабанович на правах аренды перешёл в испанскую «Малагу». 17 ноября в матче против «Химнастика» дебютировал в Сегунде. В начале 2019 года Хакшабанович был арендован клубом «Норрчёпинг». 31 марта в матче против «Хельсингборга» он дебютировал за новую команду. 18 августа в поединке против «Сириуса» Сеад забил свой первый гол за «Норрчёпинг». По окончании аренды он подписал полноценный контракт.
Летом 2021 года Хакшабанович перешёл в «Рубин», подписав контракт на 5 лет. Сумма трансфера 6 млн евро. 24 июля в матче против московского «Спартака» дебютировал в РПЛ. 8 августа в поединке против «Ахмата» забил свой первый гол за «Рубин». В марте 2022 года после приостановки контракта перешёл в «Юргорден» на правах аренды. 4 апреля в матче против «Дегерфорс» он дебютировал за новую команду. В этом же поединке Сеад забил свой первый гол за «Юргорден».
В августе 2022 года Хакшабанович перешел в шотландский «Селтик». 18 сентября в матче против «Сент-Миррен» он дебютировал в шотландской Премьер-лиге. 5 ноября в поединке против «Данди Юнайтед» Сеад сделал «дубль», забив свои первые голы за «Селтик».

## Карьера в сборной
Хакшабанович выступал за юношеские сборные Швеции, но в 2017 году принял решение выступать за историческую родину — Черногорию. 10 июня 2017 года в товарищеском матче против Армении Сеад дебютировал за сборную Черногории. 19 ноября 2019 года в поединке со сборной Беларуси забил свой первый год за национальную команду.

### Голы за сборную Черногории
| #   | Дата           | Место                              | Противник | Результат | Счёт | Соревнование      |
| --- | -------------- | ---------------------------------- | --------- | --------- | ---- | ----------------- |
| 01. | 19 ноября 2019 | Под Горицом, Подгорица, Черногория | Беларусь  | 2:0       | 2:0  | Товарищеский матч |